# Butyrometer

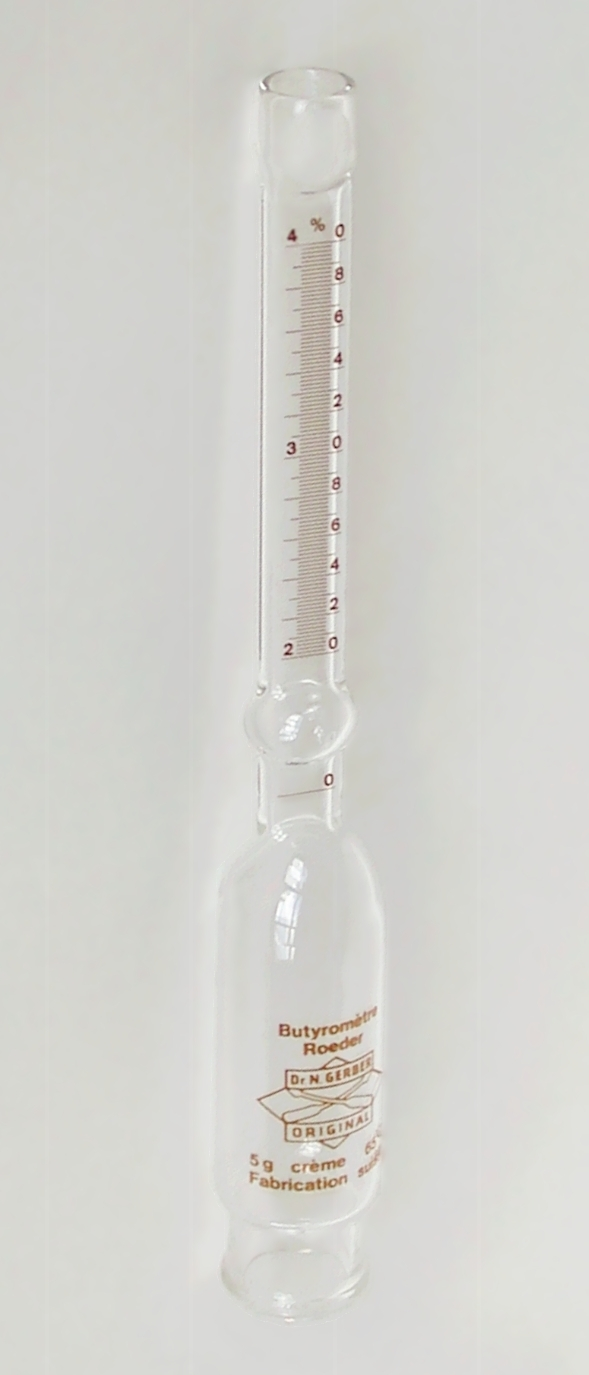
Butyrometer

Ein Butyrometer (v. griech.: butyros = Butter, metron = Maß) ist ein Instrument aus Glas zur Bestimmung des Fettgehalts in Milch und Milchprodukten mittels Acidbutyrometrie.
Es gibt Versionen für Milch, Käse, Butter und Rahm mit jeweils geeichter Skala.
Entwickelt wurden die ersten Butyrometer im Jahr 1892 von Niklaus Gerber, der als Erfinder der Acidobutyrometrie gilt.
Die früher gültige DIN 10310 (Bestimmung des Fettgehaltes von Milch, nach dem Gerber-Verfahren) wurde zurückgezogen. Gültigkeit besitzt derzeit DIN 10342 (Milch und Milcherzeugnisse – Bestimmung des Fettgehaltes von Milch und Milchprodukten nach dem gravimetrischen Weibull-Berntrop-Verfahren). Siehe dazu auch Methode "L 01.00-20" des Bundesamts für Verbraucherschutz und Lebensmittelsicherheit (BVL).

## Funktionsprinzip
Innerhalb des Butyrometers wird das Eiweiß mithilfe konzentrierter Schwefelsäure aufgeschlossen. Dadurch liegt das freie Milchfett vor, das durch Zentrifugation von der wässrigen Phase abgetrennt wird.
Meistens wird auch noch Amylalkohol zugegeben – er reagiert mit der Schwefelsäure zu dunkel gefärbtem Amylsulfat, das in die wässrige Phase übergeht und so die visuelle Phasentrennung erleichtert.
Nach dem Zentrifugieren kann durch die Trennlinie zwischen Fett und Wasser der Fettgehalt an der Skala des Butyrometers in Masseprozent abgelesen werden.